# Kezia Dugdale
Kezia Alexandra Ross Dugdale (née le 28 août 1981) est une femme politique écossaise. Elle est du 15 août 2015 au 29 août 2017 la chef du Parti travailliste écossais. Depuis 2011, elle est députée au Parlement écossais pour la région de Lothian.

## Biographie
En 2014 elle a été élue présidente adjoint du Parti travailliste écossais, avec Jim Murphy en tant que président du Parti. 
À la suite des élections générales britanniques de 2015, où le Parti travailliste a perdu 40 sièges dont le sien, Jim Murphy quitte son poste et Kezia Dugdale  est élue présidente du Parti travailliste écossais le 15 août 2015. 
En août 2017 elle démissionne du poste de président du parti , et le 18 novembre 2017 Richard Leonard est élu son successeur.

### Vie privée
En juillet 2017, Kezia Dugdale révèle être en couple avec la femme politique Jenny Gilruth.
En novembre 2017 elle participe à la 17e saison de l’émission I'm a Celebrity… Get Me Out of Here!.